# Oenanthe tenuifolia
Oenanthe tenuifolia är en flockblommig växtart som beskrevs av Joseph Aloys von Froelich och Dc. Oenanthe tenuifolia ingår i släktet stäkror, och familjen flockblommiga växter. Inga underarter finns listade i Catalogue of Life.